# Економіко-технологічний інститут імені Роберта Ельворті
Економіко-технологічний інститут імені Роберта Ельворті — заклад вищої освіти колективної форми власності, ліцензований рішенням ДАК України на право здійснення освітньої діяльності за спеціальностями: «Фінанси», «Маркетинг», «Облік і аудит», «Економіка», «Менеджмент», «Прикладна механіка», «Комп'ютерні науки». Реєстраційна палата міської ради Кропивницького зареєструвала Кіровоградський інститут комерції як суб'єкт підприємницької діяльності і видала 16 липня 1993 р. свідоцтво про державну реєстрацію.
У 2001 році отримана нова ліцензія на право здійснення освітньої діяльності за спеціальностями: «Фінанси», «Маркетинг» та «Облік і аудит», що надало можливість продовжити освітню діяльність.

## Історія
Економіко-технологічний інститут ім. Роберта Ельворті — перший приватний вищий навчальний заклад в м. Кропивницький. Основним напрямом діяльності інституту є підготовка фахівців економічного напрямку.
Історія інституту веде початок з 1993 року, коли був створений Кіровоградський інститут комерції (Свідоцтво про державну реєстрацію № 02512-ГО від 16 липня 1993 р.). Міністерство освіти України затвердило Статут Кіровоградського інституту комерції (довідка № 5022 від 23.09.99 «Про включення до Єдиного державного реєстру підприємців та організацій України»). У серпні 2017 року відбулася зміна власників інституту. Новим власником став Благодійний фонд «Ельворті». У грудні 2017 було змінено назву інституту на Економіко-технологічний інститут ім. Роберта Ельворті (Витяг з ЄДРПОУ № 1003456973 від 10.01.2018). Економіко-технологічний інститут ім. Роберта Ельворті ліцензований рішенням ДАК України (ліцензії: серія ВГП-Ш № 12310, 123209, 123211,123212 від 3 лютого 1997 р.) на право здійснення освітньої діяльності за спеціальностями: «Фінанси», «Економіка підприємства», «Маркетинг», «Облік і аудит»). У 2001 році отримана нова ліцензія на право здійснення освітньої діяльності за спеціальностями: «Фінанси», «Маркетинг» та «Облік і аудит», що надало можливість продовжити освітню діяльність (ліцензія: серія АА № 232417 від 3 грудня 2001 р.) У 2009 році отримана ліцензія на право здійснення освітньої діяльності на рівень молодший спеціаліст спеціальності «Фінанси і кредит» (ліцензія: серія АВ № 443636 від 08.05.09 р.) У 2008 році отримана ліцензія на право здійснення освітньої діяльності на рівні бакалавр і спеціаліст зі спеціальностей «Фінанси», «Облік і аудит», «Маркетинг» (ліцензія: серія АВ № 443012 від 03.12.08р.)
На даний час освітня діяльність у Економіко-технологічному інституті ім. Роберта Ельворті здійснюється за освітньо-кваліфікаційними рівнями «Молодший спеціаліст» та «Бакалавр» за наступними напрямками підготовки: Галузь 0305 — «Економіка та підприємництво» Напрям підготовки — 5.03050801 «Фінанси і кредит», 6.030508 «Фінанси і кредит», 6.030509 «Облік і аудит», 6.030507 «Маркетинг». Галузь 07 — «Управління та адміністрування» Напрям підготовки — молодший спеціаліст: 072 «Фінанси, банківська справа та страхування»; бакалавр: 072 «Фінанси, банківська справа та страхування», 071 «Облік і оподаткування», 075 «Маркетинг».
Для забезпечення єдиного загальноєвропейського підходу до оцінювання та порівняння навчальних досягнень студентів, що навчаються в різних вищих навчальних закладах, та їхнього академічного визнання Економіко- технологічний інститут ім. Роберта Ельворті застосовує Європейську кредитно- трансферну систему, яка розроблена в інтересах студентів і базується на визначенні навантаження студентів, необхідного для досягнення цілей програми.  Економіко-технологічнbq інститут ім. Роберта Ельворті спрямований на постійне вдосконалення підходів до навчання своїх студентів. Розуміючи той факт, що теоретична освіта дещо не встигає за шаленим поступом технічного прогресу та зростанням вимог ринку праці до молодих спеціалістів, інститут постійно працює над тим, щоб випускник мав не лише ґрунтовну теоретичну підготовку, а сучасні практичні вміння та навички. Із цією метою налагоджено співробітництво з провідними підприємствами  ПАТ «Ельворті», ПАТ «Гідросила», ПрАТ  «Гідросила АПМ», ПрАТ «Гідросила ЛЄДА»  та запроваджується дуальна форма навчання. Дуальна освіта — це ще один значний крок до реалізації поставленої мети. Досягнуті успіхи стали можливими передусім завдяки високому рівню викладання у ВНЗ.
Від грудня 2017 року в рамках декомунізації назву інституту було змінено з Кіровоградського інститут комерції на Економіко-технологічний інститут імені Роберта Ельворті.